# حسين سعيد
حسين سعيد (مواليد 21 يناير 1958)، لاعب كرة قدم عراقي معتزل. يعتبر من أفضل من لعب كرة القدم في العراق، وأحد أفضل اللاعبين في تاريخ آسيا، ومن أفضل الهدافين في كرة القدم الدولية بتسجيله 78 هدف دولي مع المنتخب الوطني العراقي .

## حياته ودراسته
ولد أبو عمر حسين سعيد عام 1958، كان والده سعيد محمد يعمل في تجارة الأقمشة. نتيجة اهتمام الوالد بتحصيل أولاده الدراسي، أكمل حسين سعيد دراسته العليا فحصل على شهادة الماجستير في الزراعة.
بدأ حسين مسيرته الكروية من خلال المنتخب العراقي المدرسي، ثم إلتحق بفريق نادي الطلبة الرياضي وخاض أولى مبارياته ضد فريق نادي الشرطة (العراق) حيث انتهت المباراة بفوز الطلبة 3-0.

## انجازات حسين سعيد مع الكرة العراقية
- تمكن من قيادة المنتخب المدرسي العراقي إلى الفوز بالوسام الذهبي للدورة المدرسية العربية في مصر عام 1975.
- التحق حسين سعيد بفريق نادي الطلبة وأَول مباراة له كانت ضد نادي الشرطة وانتهت بنتيجة 3-0 ولم يسجل حسين سعيد في تلك المباراة، لكن أول أهدافه مع نادي الطلبة كان في المباراة الثانية له ضد نادي القوة الجوية والذي كان هدف الفوز.
- نال لقب هداف بطولة آسيا للشباب في بانكوك برصيد سبعة أهداف رغم ضياع اللقب من المنتخب العراقي.
- في عام 1976 تم أستدعاء حسين سعيد لأول مرة لصفوف المنتخب الوطني العراقي.
- لعب حسين سعيد مباراته الأولى أمام المنتخب السعودي في الرياض وسجل هدف العراق في المباراة التي انتهت بالتعادل بهدف لكل من الفريقين.
- في عام 1977 تمكن حسين سعيد من كسر طوق التعادل مسجلاً الهدف الرابع في مرمى الفريق الأيراني ليعيد كأس آسيا للشباب إلى خزينة اتحاد كرة القدم.
- في عام 1978 تمكن حسين سعيد من تسجيل الأهداف الثلاثة التي فاز بها العراق على الجزائر وهي أول حالة هاتريك لحسين سعيد دولياً والمباراة حينها كانت المباراة استعداداً لدورة الألعاب الآسيوية في تايلند.
- في عام 1979 سجل حسين سعيد عشرة اهداف العشرة في بطولة الخليج كانت كافية لنيل العراق الكأس لأول مرة.
- سجل في بطولات الخليج أربعة وعشرين هدفاً... وما زالت تشكل رقماً قياسياً لهدافي البطولة.
- في تصفيات كأس العالم عام 1985...أستدعي حسين سعيد من قبل المدير الفني للمنتخب العراقي واثق ناجي ليمثل منتخب بلاده لكرة القدم. وكان لحسين سعيد الدور الكبير لنقل العراق إلى كأس العالم لكرة القدم 1986 في المكسيك وخصوصا في المباراة الحاسمة امام المنتخب الإماراتي بقيادة المدرب البرازيلي كارلوس ألبرتو بيريرا. حيت أعتمد المدرب واثق ناجي على الثلاثي حسين سعيد وأحمد راضي وكريم صدام في تحقيق النصر الكبير بتأهل منتخب العراق لكرة القدم لأول مرة بتاريخه إلى كاس العالم. ولعدم استطاعت المدرب واثق ناجي من المشاركة بالمباراة لأخيرة ذهابا وايابا امام المنتخب السوري فقد كلف المدرب المعروف عمو بابا لقيادة المنتخب العراقي فقط خلا ال المباراة الأخيرة امام منتخب سوريا في مباراة محسومة سلفا لان المنتخب السوري كان ضعيفا جدا لدرجة انه الاحتفالات بالترشيح لكأس العالم في العراق كانت قد بدأت بعد الفوز الكبير على منتخب الإمارات وقبل خوض المباراة النهائية مع سوريا. وفي هذه المباراة ذهابا وايابا استطاع حسين سعيد بتسجيل الأهداف وكان اخرها الهدف الأول ضد سوريا في الطائف في تشرين الثاني من عام 1985.
- حصل على عرضاً للاختبار من نادي ريال مدريد الإسباني * شارك حسين سعيد مع المنتخب العراقي في دورة الألعاب الآسيوية في سيؤل وسجل ثلاثة أهداف في مباراتين فقط شارك فيهما أمام عمان هدف واحد وهدفين في مرمى الإمارات.
- قاد خط هجوم منتخب العراق إلى جانب أحمد راضي في تصفيات دورة سيؤل الأولمبية حيث لعب خمس مريات سجل فيها ثلاثة أهداف.
- الإصابة منعت حسين سعيد من المشاركة مع منتخب العراق في دورة الخليج التاسعة في السعودية 1988.
- في عام 1989 قاد حسين سعيد خط الهجوم العراقي في تصفيات كأس العالم بعد شفاءه المؤقت من الإصابة حيث شارك في خمس مباريات ولكنه لم يسجل سوى هدف واحد في الكابوس أمام قطر في المباراة التي تعادل فيها المنتخبان 2 - 2 في بغداد وأدت إلى خروج المنتخب العراقي من تصفيات كأس العالم
- لم يشارك بسبب الإصابة مع منتخب بلاده في دورة الصداقة والسلام في الكويت 1989.
- عاد حسين سعيد إلى صفوف المنتخب العراقي في دورة الخليج العاشرة في الكويت 1990 والتي كانت آخر مناسبة له ليودع الكرة... وحينها انسحب العراق من البطولة.
- ودع حسين سعيد ساحات كرة القدم دون مباراة اعتزال أو تصريح.
- بعدها توجه نحو مسيرته الإدارية الجديدة... التي تبوء خلالها العديد من المناصب في اتحاد كرة القدم واللجنة الأولمبية الوطنية العراقية.
- لعب حسين سعيد 131 مباراة للمنتخب الوطني العراقي سجل خلالها 84 هدف ليكون واحداً من أصحاب الأرقام القياسية في هذا المجال.

ملاحظة: لم يذكر في عالم الأرقام القياسية بسبب كون معظم تلك المباريات لم تدرج في سجلات الاتحاد الدولي لكرة القدم لأن من شروط المباريات الدولية أن تجري تحت سلطة الاتحاد الدولي لكرة القدم الذي يعين حكماً محايداً وتخصص له نسبة من وارد المباراة.
- تضمن سجل حسين سعيد خوض ست مباريات مع المنتخب العسكري العراقي سجل خلالها خمسة أهداف وخاض مباراة على الصعيد الأولمبي سجل خلالها ستة أهداف وشارك في نهائيات ثلاث دورات أولمبية 1980 و 1984 و 1988.
- تم اختياره اللاعب رقم 25 من لاعبي القرن لقارة آسيا من ضمن قائمة تحتوي على 30 لاعبا آسيويا في الاتحادين الآسيوي والدولي لكرة القدم
- تم اختياره لاعب القرن في العراق... مناصفةً مع اللاعب أحمد راضي

## حسين سعيد والأوسمة والألقاب
أحرز حسين سعيد لقب الهداف في عدة بطولات منها: الدوري العراقي 3 مرات مع الطلبة (1981-1982-1986)
1- هداف دورة الخليج العربي مرتين 1979 و 1984 برصيد 17 هدف. (انسحب منتخب العراق من كأس الخليج عام 1982 بعد مباراته مع منتخب الإمارات فشطبت جميع نتائجه).
2- هداف بطولة شباب آسيا مرتين 1976 و 1977 برصيد 17 هدف.
3- هداف دوري الدرجة الأولى العراقي خمس مرات برصيد 57 هدف كما أحرز المركز الثالث في هذه القائمة عام 1980 برصيد عشرة أهداف.
4- صاحب أسرع هدف في الدوري العراقي سجله في مرمى نادي الميناء موسم 1980 - 1981 خلال ثلاثين ثانية.
5- الوسام الذهبي لبطولة شباب آسيا مرتين 1975 و 1977.
6- الوسام الذهبي لدورة الخليج العربي 1979 و 1984.
7- الوسام الذهبي لدورة مرليون في سنغافورة 1984.
8- وسام هداف الدوري العراقي خمس مرات.
9- وسام بطولة الدوري مرتين مع نادي الطلبة.
10- وسام اتحاد كرة القدم لخدماته الجليلة لكرة القدم العراقية.
11- أحسن لاعب عامي 1984 و 1985.
12- لاعب القرن مناصفة مع أحمد راضي.
13- أقترن اسمه بتسع حالات - هاتريك - مجموع أهدافها 28 هدف أي بنسبة أكثر من ثلاثة أهداف في كل مباراة.

## حسين سعيد والمناصب الإدارية
شغل حسين سعيد... بعد تركه للملاعب العديد من المناصب الإدارية مثل مدير مكتب العلاقات الخارجية في اللجنة الأولمبية العراقية ونائباً
لرئيس الأتحاد العراقي لكرة القدم وأميناً للسر ونائباً لرئيس اللجنة الأولمبية العراقية وأمينها العام ومن قبل عضواً في لجنة اللعب
النظيف في الأتحاد الآسيوي لكرة القدم ثم عضواً في المكتب التنفيذي للأتحادين الآسيوي والعربي وعضواً في اللجنة الأعلامية للأتحاد الدولي لكرة
القدم ورئيس لجنة كرة القدم النسوية في الاتحاد العربي لكرة القدم واخرها رئيس الاتحاد العراقي لكرة القدم..لما له خبرة بالتدريب والقيادة الإدارية...

## نبذة عن مسيرته مع الرياضة
- لاعـب منتخب الناشئين العراقي 1974
- لاعب المنتخب المدرسي العراقي 1975
- لاعب نادي الطلبة العراقي 1975 - 1990
- لاعب منتخب الشباب 1976 / 1977
- لاعب المنتخب الوطني العراقي 1976 –1990
- نائب رئيس نادي الطلبة 1985 - 1992
- عضو الاتحاد العراقي المركزي لكرة 1990 - 2003
- رئيس الاتحاد العراقي المركزي لكرة القـدم 2003 – 2011
- عضو المكتب التنفيذي للآتحاد الاسـيوي لكرة القدم 1996 – 1998
- عضو اللجنة الرياضية في مجلس وزراء الشباب والرياضة العرب 2000 - 2003
- عضو المكتب التنفيذي للآتحاد الاسـيوي لكرة القدم 2002 – لغاية الآن
- عضو الجنة الاعلامية ضمن الاتحاد الدولي لكرة القدم 2002 – لغاية الآن
- عضو المكتب التنفيذي للأتحاد العربي لكرة القدم 2005 – 2009
- النائب الأول لرئيس اللجنة الأولمبية العراقية 2004 – 2008
- رئيس لجنة اللعب النظيف في الاتحاد الاسـيوي لكرة القدم
- رئيس لجنة كرة القدم النسوية في الاتحاد العربي لكرة القدم
- لاعب القرن في الاتحادين الآسيوي والدولي لكرة القدم

## كأس الخليج

### كأس الخليج 1979
و قد سجل ثلاثة أهداف في مرمى منتخب البحرين لكرة القدم، وقد سجل هدفين في مرمى منتخب قطر لكرة القدم، وقد سجل هدف في مرمى منتخب الإمارات لكرة القدم، وقد سجل أربعة أهداف في مرمى منتخب عمان لكرة القدم، وقد حصل على لقب هداف البطولة بعشرة أهداف.

### كأس الخليج 1984
و قد سجل ثلاثية في مرمى منتخب السعودية لكرة القدم.

## روابط خارجية
- حسين سعيد على موقع الاتحاد الدولي (مؤرشف)  (الإنجليزية)
- حسين سعيد على موقع قاعدة بيانات كرة القدم.إي يو (الإنجليزية)
- حسين سعيد على موقع ناشيونال فوتبول تيمز (الإنجليزية)
- حسين سعيد على موقع Soccerway.com (الإنجليزية)
- حسين سعيد على موقع عالم كرة القدم.نت (الإنجليزية)
- حسين سعيد على موقع أوليمبيديا (الإنجليزية)